# Selim Çakir
 (novembre 2020).
Pour les articles homonymes, voir Çakır.
Selim Çakir (né le 15 février 1918, mort avant 2013) est un cavalier de saut d'obstacles turc.

## Carrière
Selim Çakir participe aux Jeux olympiques d'été de 1948 à Londres. Il ne finit pas l'épreuve, ni l'épreuve individuelle, ni l'épreuve par équipe.